# Mycetophila arancanensis
Mycetophila arancanensis är en tvåvingeart som beskrevs av Duret 1985. Mycetophila arancanensis ingår i släktet Mycetophila och familjen svampmyggor. Inga underarter finns listade i Catalogue of Life.